# Przeworsk (Landgemeinde)
Die Gmina wiejska Przeworsk ist eine Landgemeinde im Powiat Przeworsk der Woiwodschaft Karpatenvorland in Polen, Sitz der Gemeinde ist die Stadt Przeworsk, die jedoch der Gmina nicht angehört. Die Gmina hat eine Fläche von 164 km² und 14.851 Einwohner (Stand 31. Dezember 2020).

## Geschichte
Von 1975 bis 1998 gehörte die Gemeinde zur Woiwodschaft Przemyśl.

## Gliederung
Zur Landgemeinde Przeworsk gehören folgende 13 Ortschaften:
Chałupki-Szewnia
Gorliczyna
Grzęska
Gwizdaj
Łazy
Mirocin
Nowosielce
Rozbórz
Studzian
Świętoniowa
Ujezna
Urzejowice
Wojciechówka

## Baudenkmale

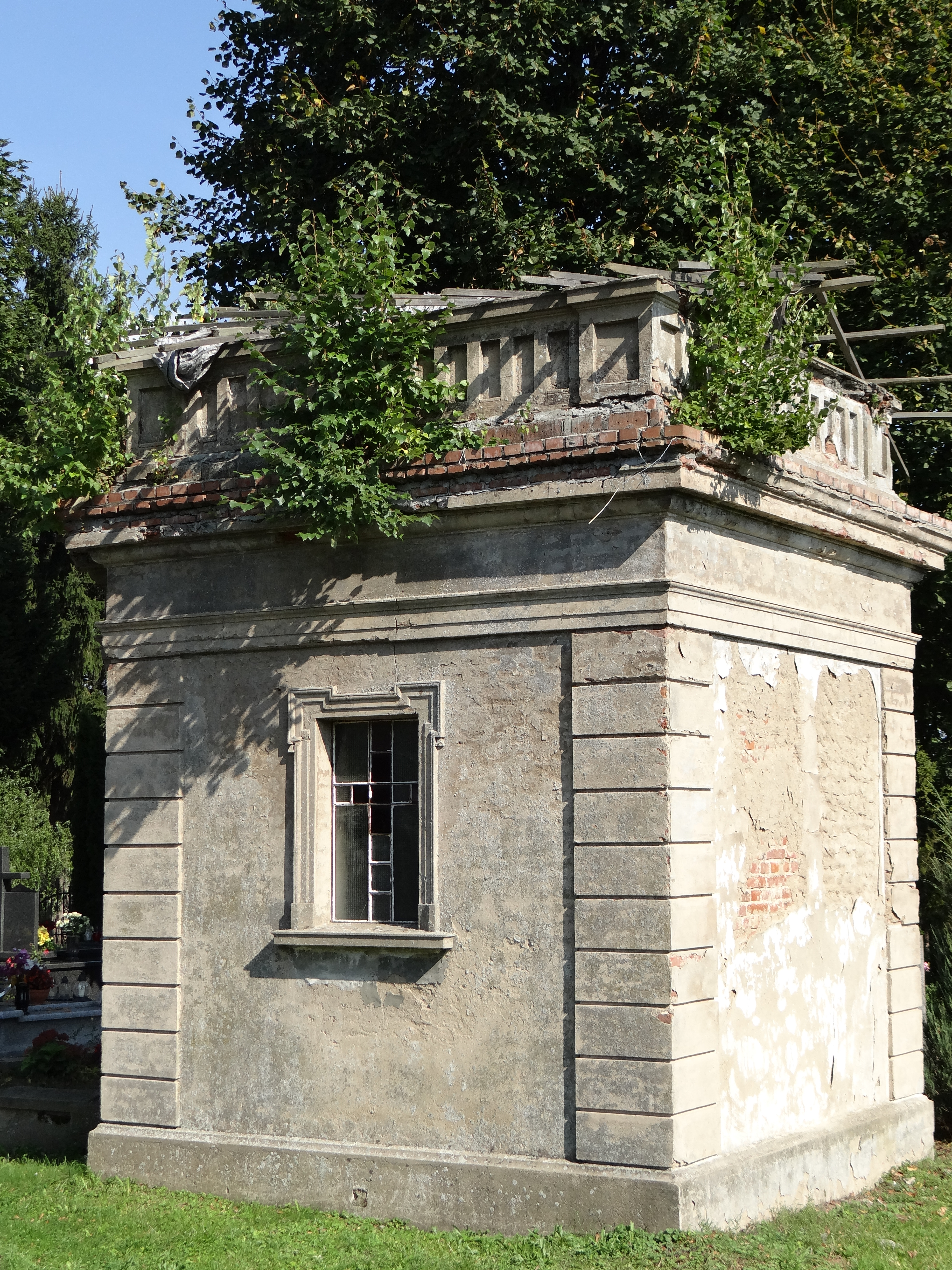
Dąbrowski-Grabkapelle

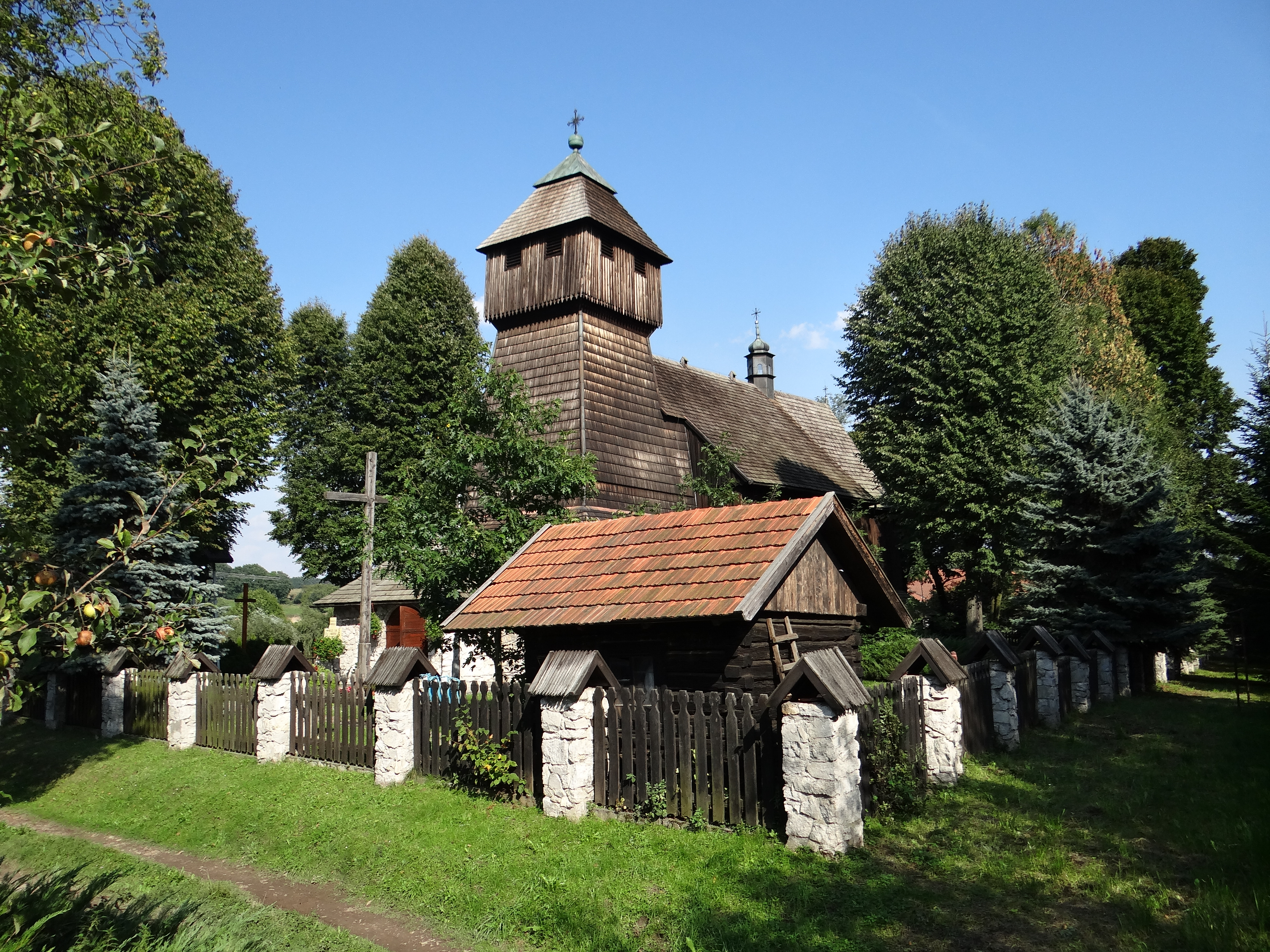
Kirche in Nowosielce

- Kirche św. Marii Magdaleny in Nowosielce (1595)
- Römisch-katholischer Friedhof in Nowosielce mit drei Grabkapellen.